# تغير المناخ في 2021
توثق هذه المقالة الأحداث البارزة، ونتائج الأبحاث، والتأثيرات، وردود الفعل المرتبطة بظاهرة الاحتباس الحراري وتغير المناخ خلال عام 2021.

## خلاصة
- 26 فبراير: ذكر تقرير الأمم المتحدة التجميعي بشأن الإسهامات المحددة وطنيًا بموجب اتفاق باريس للمناخ أن «مقدار الانخفاضات المشار إليها في الفقرات (المتعلقة بالغازات الدفيئة) أقل بكثير من المطلوب، وهو ما يوضح حاجة الأطراف إلى مواصلة تعزيز التزاماتهم بالتخفيق بموجب اتفاق باريس للمناخ».[1]

## القياسات والإحصاءات
- 9 فبراير: خلصت دراسة نُشرت في مجلة البحوث البيئية إلى تسبب الجسيمات المعلقة (PM2.5)، الناتجة عن حرق الوقود الأحفوري، في وقوع 8.7 مليون حالة وفاة مبكرة سنويًا، بأجزاء من شرق الولايات المتحدة، وأوروبا، وجنوب شرق أسيا، ويتضمن ذلك (2.4 مليون) في الصين، و(2.5 مليون) في الهند.[2]
- 16 فبراير: أفادت نتائج دراسة نُشرت في دورية إجراءات الأكاديمية الوطنية للعلوم (نطاق الدراسة الزمني: 1990-2018) بحدوث تطورات كبيرة وإطالة في مواسم حبوب اللقاح (تصل إلى 20 يومًا) وزيادة في تركيزات حبوب اللقاح (تصل إلى 21%) بأنحاء أمريكا الشمالية، وقد ساهم التأثير البشري على النظام المناخي بنحو 50% في ما يخص إطالة المواسم، وبنحو 8% في ما يخص زيادة التركيزات.[3]
- 25 فبراير: أفادت مقالة بمجلة نيتشر جيوساينس بحدوث انخفاض «لم يسبق له مثيل» في القرن العشرين (منذ سنة 400 ميلادية) في دوران الانقلاب الطولي الأطلسي، الذي يعيد توزيع الحرارة على سطح الكوكب وله تأثير كبير على المناخ، جاعلًا إياه، في الوقت الحاضر، في أضعف حالاته منذ ما يزيد عن 1000 سنة. يحيد ضعف دوران الانقلاب الطولي الأطلسي من أثره التعديلي على مناخ أوروبا.[4]
- فبراير: أظهرت قياسات من مرصد مونا لوا، أن مستويات ثاني أكسيد الكربون في الغلاف الجوي للأرض قد بلغت، للمرة الأولى، 417 جزءًا في المليون (بّي بّي إم)، وهو تركيز أعلى بنسبة 50% من مستويات ما قبل الثورة الصناعة البالغة 278 جزءًا في المليون.[5]
- 8 مارس: وجدت دراسة، نُشرت في مجلة نيتشر، بخصوص الآثار المشتركة لارتفاع متوسط مستوى سطح البحر العالمي والانخساف الطبيعي والناجم عن تدخل الإنسان، أن مستوى سطح البحر في المواقع الساحلية المنخفضة قد يشهد ارتفاعًا في مستوى سطح البحر يصل إلى أربعة أضعاف، وهو ما يمكن أن يُعزى إلى ارتفاع مستوى سطح البحر العالمي.[6]
- 17 مارس: قدرت دراسة، أجراها الاتحاد الدولي لجمعيات الصليب الأحمر والهلال الأحمر، نزوح 12.5 مليون شخص على الصعيد العالمي، في الفترة بين سبتمبر 2020 وفبراير 2021، بسبب الآثار الضارة لتغير المناخ، مع متوسط سنوي يتجاوز 20 مليون شخصًا.[7]
- 17 مارس: قدرت دراسة نُشرت في مجلة نيتشر كلايمت تشنغ أنه يمكن لقلقلة الكربون المخزن في قاع البحر، الناجمة عن الصيد بشباك الجر، أن تعيد تمعدن الكربون الرسوبي إلى كميات ثاني أكسيد الكربون تعادل 15-20% من ثاني أكسيد الكربون الجوي الذي يمتصه المحيط كل عام، وتقارب الكميات اللازمة للزراعة البرية.[8]

## الأحداث والظواهر الطبيعية
- 7 فبراير: أودى انهيار جليد ذائب، بجبال الهيمالايا في الهند، بحياة العشرات وترك المئات في عداد المفقودين.[9]
- مارس: أفاد، بالإجماع، استعراض علمي موجز، لأكثر من 90 مقالة علمية استعرضها النظراء، أنه من المرجح أن يزيد احترار المحيطات، نتيجة لتغير المناخ الناجم عن الإنسان، قوة الأعاصير المدارية، مع زيادة معدلات هطول الأمطار (من خلال زيادة رطوبة الغلاف الجوي)، وزيادة طاقة وارتفاع مستويات سطح البحر التي تضخم من الفيضانات. تشير النماذج إلى أن بعض المناطق ستشهد زيادات في التعمق السريع، أو انتقال الحدة القصوى لخط العرض نحو القطب، أو تباطؤ الحركة الأمامية للعواصف. تتوقع معظم دراسات النماذج المناخية أن ينخفض العدد السنوي للأعاصير المدارية أو يظل كما هو تقريبًا.[10]

## الإجراءات وبيانات الأهداف

### العلم والتكنولوجيا
- 8 فبراير: أعلنت منظمة إكسبرايز عن مسابقة لمنح أكبر جائزة لها على الإطلاق، 100 مليون دولار، تبرع بها إيلون ماسك لتُمنح عام 2025، للعمل على تنقية لإزالة الكربون من الهواء أو الماء. ينبغي أن تظهر المشاركات الفائزة القدرة على توسيع نطاق عملها لإزالة بلايين الأطنان المترية من الكربون.[11]
- فبراير: أعلنت شركة بورشه عن أنها ستبدأ تجارب، في عام 2022، لتطوير وقود اصطناعي سيكون له، حسب ادعائها، نفس تقييم دورة الحياة للمركبات الكهربائية، من حيث استهلاك ثاني أكسيد الكربون منذ عملية التصنيع حتى البيع والاستخدام.[12]
- فبراير وما قبله: أشارت شركة أبتيرا موتورز إلى أنها ستنتج في عام 2021 مركبة كهربائية بثلاثة عجلات ودينامية هوائية عالية، تعمل بخلايا شمسية تبلغ مساحتها 34 قدمًا مربعًا، وكذلك ببطاريات قابلة لإعادة الشحن.[13]
- أواخر فبراير: وجدت دراسة أجرتها جامعة كامبريدج أنه كان لاستهلاك الطاقة المستخدمة في تعدين البيتكوين، نحو 100 تيراواط/ساعة سنويًا بذلك الوقت، بصمة كربونية تعادل البصمة الكربونية للأرجنتين، وهو رقم من المرجح أن يزداد نتيجة اهتمام المؤسسات الرئيسية في وول ستريت بالبيتكوين في أوائل عام 2021.[14]
- مارس: نشرت صحيفة الغارديان تقريرًا عن تصميم عنفة «فورتكس بلادليس»، وهي عنفة أسطوانية ذات قمة منحنية يتذبذب جسمها الرئيسي مع الرياح لتوليد الكهرباء، وهو تصميم يشغل حيزًا أصغر بكثير من حيز عنفة الرياح ذي الشفرات.[15]
- 18 مارس: أشارت دراسة جدوى، نُشرت في مجلة نيتشر سوستنبليتي، أن تعليق الألواح الشمسية فوق القنوات المائية لا يقلل من التبخر واستخدام الأراضي فحسب، بل يزيد من كفاءة الألواح بسبب تأثير تبريد المياه.[16]
- 31 مارس: خلصت دراسة نُشرت في دورية إجراءات الأكاديمية الوطنية للعلوم إلى أن صرف النفايات الغذائية بعيدًا عن مدافن القمامة، لتجنب انبعاثات الميثان، يمكن أن يخفض انبعاثات الغازات الدفيئة لوقود الطيران المستدام المستخلص من الأحماض الدهنية المتطايرة، الناتجة عن برافينات النفايات الغذائية، بنسبة تصل إلى 165%، مقارنة بوقود الطيران المستمد من الوقود الأحفوري.[17]

### بيانات أهداف التخفيق
- 27 يناير: وقع جو بايدن، الرئيس الأمريكي المنتخب حديثًا، أوامر تنفيذية تهدف إلى وضع البلاد على طريق الحصول على كهرباء خالية من الكربون بنسبة 100% بحلول عام 2035، والوصول بصافي انبعاثات الغازات الدفيئة إلى الصفر بحلول عام 2050.[18]
- فبراير: تعهدت شركة آي بي إم بأن يكون صافي الانبعاثات صفرًا بحلول عام 2030 (خفض الانبعاثات بنسبة 65% بحلول عام 2025 بالقياس إلى مستويات عام 2010)، بعد تعهدات مماثلة من جانب شركة مايكروسوفت (بأن تكون «سلبية الكربون» بحلول عام 2030)، وأمازون (الوصول بالصافي إلى صفر بحلول عام 2040).[19]

## اتفاق الآراء
- أصدر برنامج الأمم المتحدة الإنمائي في يناير نتائج تصويت الشعوب بشأن المناخ (1.2 مليون مستجيب في أكثر من 50 بلد)، التي خلصت إلى اعتقاد 64% من المصوتين بأن تغير المناخ يشكل حالة طوارئ.[20]